# Kreuzerhöhungskirche (Köln-Gremberghoven)

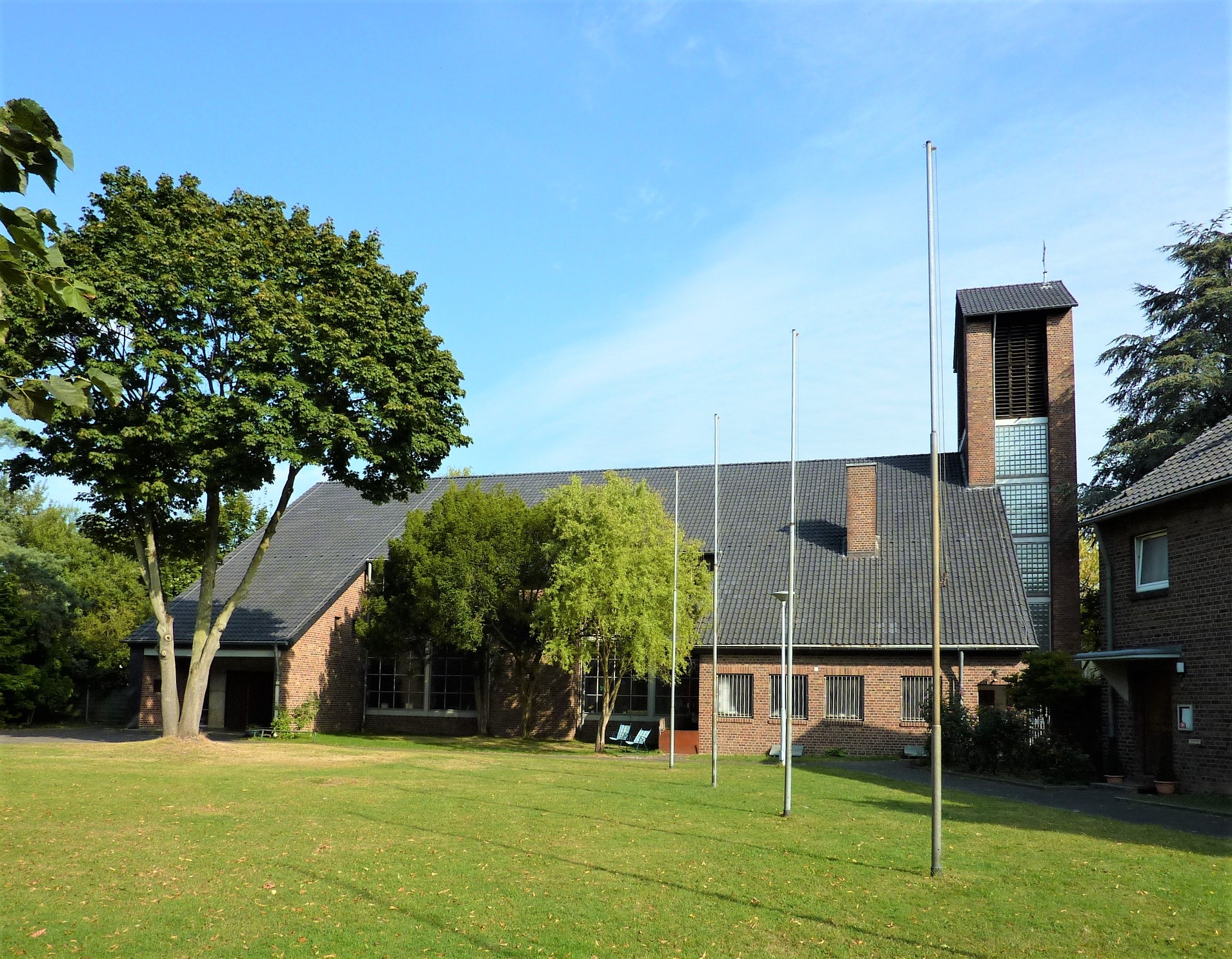
Außenansicht von Süden

Die Kreuzerhöhungskirche (voller Name: Kirche der Erhöhung des allehrwürdigen und lebenspendenden Kreuzes) (serbisch: Црква воздвижења часнога Крста Господњег, Crkva vozdviženja časnog Krsta Gospodnjeg) ist eine serbisch-orthodoxe Kirche im Kölner Stadtteil Gremberghoven.
Sie wurde als römisch-katholische Heilig-Geist-Kirche von 1955 bis 1957 nach Plänen des Architekten Josef Bernard erbaut und im Februar 1957 geweiht. Die Kirche ist seit 1994 denkmalgeschützt und zeichnet sich architektonisch durch eine „prägnante Einfachheit und Klarheit“ aus.
Sie ist der Sitz der Pfarreien Köln I und II im Dekanat Nordrhein-Westfalen der Eparchie von Düsseldorf und ganz Deutschland der Serbisch-orthodoxen Kirche.

## Geschichte
Rund um den Rangierbahnhof Gremberg entstand nach dem Ersten Weltkrieg die Eisenbahnersiedlung Gremberghoven, für die 1922 ein Seelsorgebezirk eingerichtet wurde. Die über Jahre genutzte Notkirche wurde 1944 durch Luftangriffe zerstört und danach nur notdürftig instand gesetzt, so dass man in den 1950er Jahren einen Neubau in die Wege leitete. Im Dezember 1954 waren die Planungen durch Architekt Bernard abgeschlossen, 1957 die Kirche fertiggestellt. Am 23./24. Februar 1957 wurde sie geweiht.
Am 18. Januar 1994 wurde Heilig Geist unter der Nummer 7017 in die Denkmalliste der Stadt Köln aufgenommen.
Seit 2005 stellt die katholische Gemeinde St. Maximilian Kolbe das Gebäude der serbisch-orthodoxen Gemeinde zur Verfügung. In Folge wurde das Innere der Kirche der orthodoxen Liturgie angepasst.

## Baubeschreibung

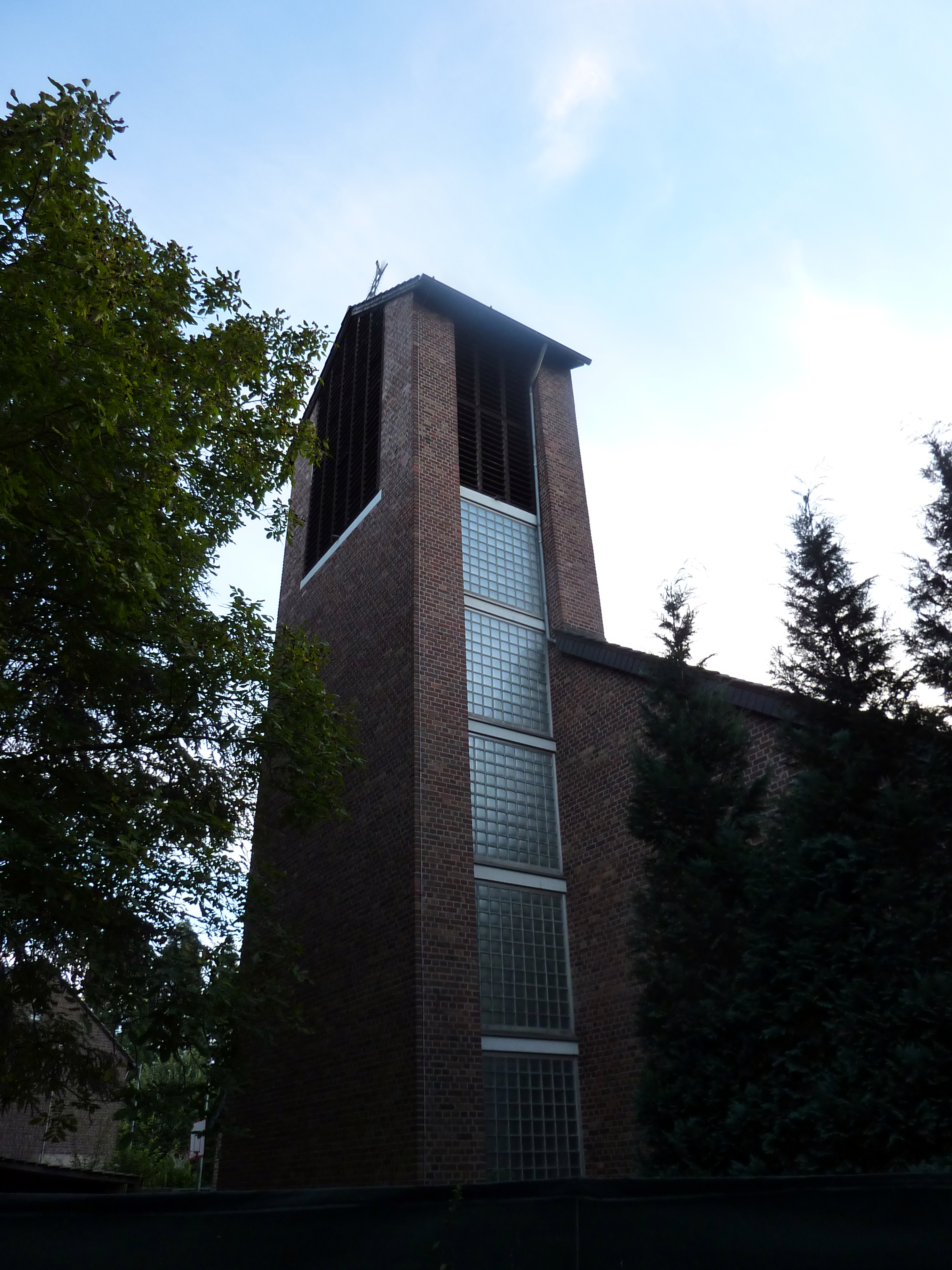
Glockenturm mit seitlichen Lichtstreifen, die innen den Chor belichten

Es handelt sich um einen schlichten, rechteckigen Backsteinbau mit östlich vorgelagertem, leicht eingezogenen Glockenturm. Über westlich und östlich symmetrisch angeordneten Anbauten zieht sich das hohe Satteldach tief herunter.
Die Westseite wird mit vier quadratischen Sprossenfenstern belichtet, die Eingänge befinden sich jeweils an den Längsseiten in den westlichen Anbauten. Zwischen den heruntergezogenen Dächern liegen an den Längsseiten je zwei große, quadratische Fensterflächen, die durch risalitartige Mauervorsprünge getrennt werden. Weitere Fenster belichten die Annexe auf der östlichen Chorseite, die im Norden die Andachtskapelle und im Süden die Sakristei beherbergen.
Der leicht konisch nach oben zulaufende, querrechteckige Turm – ebenfalls aus Backsteinen – öffnet sich an beiden Seiten mit langen vertikalen Fensterstreifen aus Glasbausteinen und schließt wie der Hauptbau mit einem Satteldach, das ein Strahlenkreuz als Abschluss trägt. Rundum befinden sich Schallöffnungen.
Das Innere ist ein rechteckiger Raum mit Fliesenboden, unverputzter Backsteinfassade und einem offenen Holzdachstuhl. Durch die Verwendung von viel Holz – neben dem Dachstuhl Türen, Bänke sowie Emporenbrüstung – wird die architektonische Strenge des Raumes etwas abgemildert.
An der östlichen Altarwand ist der Raum bis zum First zum Turminneren geöffnet, so dass sich eine Chornische ergibt, die seitlich von den Turmseiten belichtet werden. Der Altarbereich liegt davor auf einer um drei Stufen erhöhten Plattform.
An der Westseite ist auf voller Breite die Orgelempore in Sichtbeton auf Pfeilern eingezogen.

## Ausstattung
Die Originalausstattung aus der Bauzeit war 2004 vollständig erhalten. Hierzu gehörten unter anderem ein Altar und ein Tabernakel aus Naturstein sowie die Orgel. Die serbisch-orthodoxe Umgestaltung ab 2005 erforderte unter anderem den Einbau einer großen Ikonostase im Hauptraum.
Das vierstimmige Geläut wurde 1950 von der Glockengießerei Mabilon gefertigt. Seine Schlagtöne sind a1–cis2–e2–fis2.